# Liste der teuersten Gemälde
Diese Liste der teuersten Gemälde enthält die höchsten Preise, zu denen Werke der Malerei verkauft wurden. Sie weist derzeit Gemälde aus, über die ein Kaufvertrag für mehr als 50 Millionen US-Dollar öffentlich bekannt wurde.
Der früheste Verkauf in der Liste ist von 1987. Damals wurde die Rekordsumme 53,9 Millionen US-Dollar für ein Blumen-Bild van Goghs gezahlt. In der zweiten Hälfte der 1980er Jahre erreichten Kunstwerke, speziell Gemälde, immer wieder aufsehenerregend hohe Preise. Waren es bis dahin hauptsächlich die sogenannten Alten Meister, für deren Werke Spitzenbeträge gezahlt worden waren, standen nun vor allem die französischen Impressionisten und die moderne Kunst des frühen 20. Jahrhunderts besonders hoch im Kurs. Diese Hochphase gipfelte im Mai 1990, als der japanische Sammler Saitō Ryōei in New York binnen zweier Tage bei Sotheby’s für über 78 Millionen Dollar Renoirs Tanz im Moulin de la Galette und bei Christie’s für über 82 Millionen Dollar van Goghs Porträt des Dr. Gachet ersteigerte. Danach gingen die Preise wieder zurück. Die allgemeine Rezession Anfang der 1990er Jahre betraf auch den Kunsthandel, und Rekordpreise blieben für einige Jahre aus.
Ab Mitte der 2000er Jahre tauchen vermehrt jüngere Werke in der Liste auf, etwa von Francis Bacon oder Willem de Kooning. Etwa zur gleichen Zeit ist erneut ein deutliches Ansteigen der Preise zu beobachten. So wurde 2004 mit Picassos Junge mit Pfeife erstmals ein Werk für mehr als 100 Millionen Dollar versteigert. Im Mai 2015 erreichte in einer Auktion bei Christie’s das Werk Les femmes d’Alger (Version "O") von Picasso einen Wert von 179,4 Millionen Dollar. Das Bild ging an einen unbekannten Bieter.
Im Frühjahr 2011 soll Zeitungsberichten zufolge außerdem ein Bild aus Paul Cézannes Serie Die Kartenspieler für eine Rekordsumme von 250 bis 275 Millionen Dollar privat verkauft worden sein; da bislang aber weder der Verkäufer noch der Käufer noch ein Auktionshaus den Kauf bestätigt haben, findet dieser hier keine Berücksichtigung. Im Mai 2017 wurde mit einem Bild von Jean-Michel Basquiat erstmals ein nach 1980 entstandenes Gemälde an einer Auktion für mehr als 100 Millionen Dollar versteigert.
Ältere Höchstpreise werden von Summen der 1987 eingeläuteten Boomphase bei Weitem übertroffen. So wurde im Jahr davor mit 11 Millionen Dollar ein Rekord aufgestellt, 1980 lag der Spitzenwert noch bei 6,4 Millionen Dollar. Einige frühere Preisrekorde sind im Anschluss in einer zweiten Liste aufgeführt.
Das derzeit teuerste Gemälde wurde im November 2017 für 450,3 Millionen Dollar verkauft. Entgegen früheren Spekulationen, wonach der saudische Kronprinz Mohammed Bin Salman das Bild ersteigert habe, erhielt tatsächlich die Kulturbehörde Abu Dhabis den Zuschlag. Es handelt sich bei dem Gemälde um Salvator mundi, das Leonardo da Vinci zugeschrieben wird.

## Abgrenzung
Diese Liste erfasst Gemälde ausschließlich anhand ihres Kaufpreises; andere Arten der Wertbemessung – etwa Schätzungen, abgelehnte Preisangebote oder -forderungen – bleiben außen vor. Viele bedeutende Gemälde stehen dem Kunstmarkt zur Bewertung in dieser Form nicht zur Verfügung, etwa weil sie sich in Museumsbesitz befinden. Vor allem die Werke Alter Meister sind selten im Privatbesitz. Das Guinness-Buch der Rekorde 1999 nennt beispielsweise die im Pariser Louvre ausgestellte Mona Lisa als Gemälde mit dem höchsten Versicherungswert: Es wurde am 14. Dezember 1962 auf 100 Millionen Dollar geschätzt, was im Jahr 2025 unter Berücksichtigung der Inflation etwa 1.037 Millionen Dollar entspricht. Kaufpreise geben nicht zwangsläufig einen marktgerechten Wert eines Kunstwerks wieder, es sind oftmals Spekulations- oder Liebhaberpreise.
Zu jedem Gemälde wird nur der höchste Preis erfasst, zu dem es verkauft wurde. Wurde das Bild später zu einem niedrigeren Betrag gehandelt, wird sein Preis in der Liste nicht herabgesetzt. Daher wird zum Beispiel Renoirs Tanz im Moulin de la Galette weiterhin mit den 1990 erreichten 78,1 Millionen Dollar geführt, obwohl das Werk sieben Jahre danach nochmals für knapp 50 Millionen Dollar verkauft wurde. Ebenso wenig nennt die Liste frühere Verkäufe desselben Bildes zu einem niedrigeren Preis.
Da Gemäldeverkäufe nicht zwangsläufig öffentlich bekannt werden, kann diese Liste keine Vollständigkeit für sich in Anspruch nehmen. Der Abschnitt Ungesicherte Verkäufe nennt einige Beispiele von Verkäufen, die nicht bestätigt wurden, oder von denen relevante Details wie der genaue Kaufpreis nicht bekanntgegeben wurden.
Die Liste enthält nur Werke der Malerei. Ausgeschlossen sind damit andere Werkarten, insbesondere Zeichnungen (zum Beispiel Degas’ Danseuse au repos von 1879, am 3. November 2008 für 37 Millionen Dollar bei Sotheby’s in New York versteigert), Drucke (zum Beispiel Andy Warhols Eight Elvises, im Oktober 2008 für 100 Millionen Dollar privat verkauft), Kalligrafien (z. B. eine Schriftrolle von Huang Tingjian, am 3. Juli 2010 bei Poly Auction für 63,8 Millionen Dollar versteigert) und Fotografien. Auch Buchmalereien wurden nicht berücksichtigt, da hier das Gemalte schwer vom Buch getrennt bewertet werden kann (zum Beispiel das Evangeliar Heinrichs des Löwen, 1983 als bis dahin teuerstes Kunstobjekt für 11,9 Millionen Dollar bei Sotheby’s versteigert).

## Die teuersten Gemälde
Die folgende Tabelle gibt einen Überblick über die am teuersten verkauften Gemälde. Die erste Spalte enthält den Titel oder die gebräuchlichste deutsche Bezeichnung des Bildes, bei Übersetzungen wird zusätzlich der Originaltitel (kursiv gesetzt) angegeben. In der zweiten Spalte steht der Name des Künstlers, in der dritten das Entstehungsjahr des Werks.
Die nächsten Spalten geben Auskunft über den maßgeblichen Verkauf. Genannt wird zunächst der vereinbarte Kaufpreis in US-Dollar. Wurde der Betrag in einer anderen Währung festgesetzt, wurde er zum damaligen Wechselkurs umgerechnet. Die Summen sind teilweise gerundet. Dann folgen das Datum des Kaufs und – soweit bekannt – Käufer und Verkäufer. Wurde das Bild versteigert, nennt die nächste Spalte das Auktionshaus. Verkäufe außerhalb einer Versteigerung sind hier als Privatverkauf gekennzeichnet, ein eventuell als Vermittler aufgetretenes Auktionshaus wird in diesem Fall zusätzlich genannt.
Soweit frei verfügbar zeigt die Spalte Bild ein Bild des Gemäldes, ersatzweise wird ein externer Link auf ein solches angegeben. Die letzte Spalte enthält Fußnoten mit Quellenangaben zu den einzelnen Informationen.
Die Liste ist vorsortiert nach dem Kaufpreis und kann durch Anklicken in der Kopfzeile nach anderen Spalten sortiert werden. Preisrekorde, also die bis dahin höchsten erzielten Preise, sind grau hinterlegt.
| Titel                                                                                                | Künstler                          | Jahr         | Preis [Mio. $] | Kauf- datum   | Verkäufer                                | Käufer                                                               | Auktionshaus                     | Bild          | Quellen                 |
| --- | --------------------------------- | ------------ | -------------- | ------------- | ---------------------------------------- | -------------------------------------------------------------------- | -------------------------------- | ------------- | ----------------------- |
| Salvator Mundi                                                                                       | Leonardo da Vinci (zugeschrieben) | um 1500      | 450,3          | 15. Nov. 2017 | Dmitri Jewgenjewitsch Rybolowlew         | Kulturbehörde Abu Dhabis                                             | Christie’s                       |               | [ 7 ]                   |
| Shot Sage Blue Marilyn                                                                               | Warhol                            | 1964         | 195,04         | 10. Mai 2022  | Thomas und Doris Ammann-Stiftung         | unbekannt                                                            | Christie’s New York              | Link          | [ 14 ]                  |
| Les femmes d’Alger (Version „O“)                                                                     | Picasso                           | 1955         | 179,4          | 11. Mai 2015  | unbekannt                                | unbekannt                                                            | Christie’s                       | Link          | [ 15 ]                  |
| Nu couché                                                                                            | Modigliani                        | 1917         | 170,4          | 9. Nov. 2015  | Laura Mattioli Rossi                     | Long Museum                                                          | Christie’s                       |               | [ 16 ]                  |
| Nu couché (sur le côté gauche)                                                                       | Modigliani                        | 1917         | 157            | 14. Mai 2018  |                                          |                                                                      | Sotheby’s New York               |               | [ 17 ]                  |
| Three Studies of Lucian Freud (Triptychon)                                                           | Bacon                             | 1969         | 142,4          | 12. Nov. 2013 |                                          |                                                                      | Christie’s                       | Link          | [ 18 ] [ 19 ] [ 20 ]    |
| Les Poseuses (kleine Fassung)                                                                        | Seurat                            | 1888         | 149,2          | 9. Nov. 2022  | Erben von Paul Allen                     | unbekannt                                                            | Christie’s, New York             |               | [ 21 ]                  |
| No. 5, 1948                                                                                          | Pollock                           | 1948         | 140,0          | 2. Nov. 2006  | David Geffen                             | unbekannt                                                            | Privatverkauf via Sotheby’s      | Link          | [ 22 ] [ 23 ]           |
| Femme à la montre                                                                                    | Picasso                           | 1932         | 139,4          | 8. Nov. 2023  | Erben von Emily Fisher Landau            | unbekannt                                                            | Sotheby’s, New York              | Link          | [ 24 ]                  |
| Montagne Sainte-Victoire                                                                             | Cézanne                           | 1888–1890    | 137,8          | 9. Nov. 2022  | Erben von Paul Allen                     | unbekannt                                                            | Christie’s, New York             |               | [ 25 ]                  |
| Woman III                                                                                            | de Kooning                        | 1953         | 137,5          | Nov. 2006     | David Geffen                             | Steven A. Cohen                                                      | Privatverkauf via Larry Gagosian |               | [ 26 ]                  |
| Adele Bloch-Bauer I                                                                                  | Klimt                             | 1907         | 135,0          | 19. Juni 2006 | Maria Altmann                            | Ronald Lauder für die Neue Galerie                                   | Privatverkauf via Christie’s     |               | [ 27 ]                  |
| Das Reich der Lichter                                                                                | Magritte                          | 1954         | 121,2          | 19. Nov. 2024 | Mica Ertegun                             | unbekannt                                                            | Christie’s New York              | Link          | [ 28 ]                  |
| Der Schrei (Pastellversion von 1895)                                                                 | Munch                             | 1895         | 119,9          | 2. Mai 2012   | Petter Olsen                             | Leon Black                                                           | Sotheby’s New York               |               | [ 29 ] [ 30 ]           |
| Verger avec cyprès                                                                                   | van Gogh                          | 1888         | 117,2          | 9. Nov. 2022  | Erben von Paul Allen                     | unbekannt                                                            | Christie’s, New York             |               | [ 31 ]                  |
| Fillette à la Corbeille Fleurie                                                                      | Picasso                           | 1905         | 115            | 8. Mai 2018   | Peggy und David Rockefeller              | Familie Nahmad                                                       | Christie’s New York              |               | [ 32 ] [ 33 ]           |
| Les Meules (Heuhaufen)                                                                               | Monet                             | 1890         | 110,7          | 14. Mai 2019  | unbekannt                                | Hasso Plattner                                                       | Sotheby’s New York               |               | [ 34 ] [ 35 ]           |
| Untitled                                                                                             | Basquiat                          | 1982         | 110,4          | 18. Mai 2017  | unbekannt                                | Yusaku Maezawa                                                       | Sotheby’s New York               |               | [ 36 ]                  |
| Dame mit Fächer                                                                                      | Klimt                             | 1903         | 108,4          | 27. Juni 2023 | unbekannt                                | unbekannt                                                            | Sotheby’s, London                |               | [ 37 ]                  |
| Akt mit grünen Blättern und Büste (auch: Nackte, grüne Blätter und Büste) Nu au Plateau de Sculpteur | Picasso                           | 1932         | 106,5          | 4. Mai 2010   | Sidney F. Brody                          | unbekannt                                                            | Christie’s                       | Link          | [ 38 ]                  |
| Maternité II                                                                                         | Gauguin                           | 1899         | 105,7          | 9. Nov. 2022  | Erben von Paul Allen                     | unbekannt                                                            | Christie’s, New York             |               | [ 39 ]                  |
| Birkenwald (Klimt)                                                                                   | Klimt                             | 1903         | 104,6          | 9. Nov. 2022  | Erben von Paul Allen                     | unbekannt                                                            | Christie’s, New York             |               | [ 40 ]                  |
| Junge mit Pfeife Garçon à la pipe                                                                    | Picasso                           | 1905         | 104,2          | 5. Mai 2004   | John Hay Whitney                         | unbekannt                                                            | Sotheby’s                        | Link          | [ 23 ] [ 41 ] [ 42 ]    |
| Femme assise près d’une fenêtre (Marie-Thérèse)                                                      | Picasso                           | 1932         | 103,4          | 13. Mai 2021  | unbekannt                                | unbekannt                                                            | Christie’s                       | Link          | [ 43 ]                  |
| Nurse                                                                                                | Lichtenstein                      | 1964         | 95,3           | 9. Nov. 2015  | unbekannt                                | unbekannt                                                            | Christie’s New York              | Link          | [ 44 ]                  |
| Dora Maar mit Katze Dora Maar au Chat                                                                | Picasso                           | 1941         | 95,2           | 3. Mai 2006   |                                          |                                                                      | Sotheby’s                        | Link          | [ 23 ]                  |
| In This Case                                                                                         | Basquiat                          | 1982         | 93,1           | 13. Mai 2021  | unbekannt                                | unbekannt                                                            | Christie’s New York              | Link          | christies.com           |
| Junger Mann mit Medaillon                                                                            | Botticelli                        | um 1480      | 92,2           | 28. Jan. 2021 | Erben von Sheldon Solow                  | unbekannt                                                            | Sotheby’s, New York              |               | [ 45 ]                  |
| Chop Suey                                                                                            | Hopper                            | 1929         | 91,9           | 13. Nov. 2018 | Barney A. Ebsworth                       | unbekannt                                                            | Christie’s                       | Link          | [ 46 ]                  |
| Portrait of an Artist (Pool with Two Figures)                                                        | Hockney                           | 1972         | 90,3           | 15. Nov. 2018 | Joe Lewis                                | unbekannt                                                            | Christie’s New York              | Link          | [ 47 ]                  |
| Adele Bloch-Bauer II                                                                                 | Klimt                             | 1912         | 87,9           | 8. Nov. 2006  | Maria Altmann                            | Oprah Winfrey                                                        | Christie’s                       |               | [ 23 ] [ 49 ]           |
| Orange, Red, Yellow                                                                                  | Rothko                            | 1961         | 86,9           | 8. Mai 2012   | David Pincus                             | unbekannt                                                            | Christie’s                       |               | [ 50 ]                  |
| Triptych, 1976                                                                                       | Bacon                             | 1976         | 86,3           | 14. Mai 2008  | Jean-Pierre Moueix                       | Roman Abramowitsch                                                   | Sotheby’s                        | Link          | [ 51 ] [ 52 ]           |
| Large Interior, W11 (after Watteau)                                                                  | Freud                             | 1981–1983    | 86,3           | 9. Nov. 2022  | Erben von Paul Allen                     | unbekannt                                                            | Christie’s, New York             | Link          | [ 53 ]                  |
| Suprematist Composition                                                                              | Malewitsch                        | 1916         | 85,8           | 15. Mai 2018  | unbekannt                                | unbekannt                                                            | Christie’s                       |               | [ 54 ]                  |
| Nymphéas en fleur                                                                                    | Monet                             | 1914–1917    | 84,7           | 8. Mai 2018   | Peggy und David Rockefeller              | unbekannt                                                            | Christie’s New York              |               | [ 55 ]                  |
| Triptych Inspired by the Oresteia of Aeschylus                                                       | Bacon                             | 1981         | 84,6           | 30. Juni 2020 | Hans Rasmus Astrup                       | unbekannt                                                            | Sotheby’s                        | Link          | [ 56 ]                  |
| Porträt des Dr. Gachet                                                                               | van Gogh                          | 1890         | 82,5           | 15. Mai 1990  | Erben von Siegfried Kramarsky            | Saitō Ryōei                                                          | Christie’s New York              |               | [ 23 ] [ 57 ] [ 58 ]    |
| No. 7                                                                                                | Rothko                            | 1951         | 82,5           | 16. Nov. 2021 | Harry B. und Linda Macklowe              | unbekannt                                                            | Sotheby’s                        | Link          | [ 59 ]                  |
| No. 10                                                                                               | Rothko                            | 1958         | 81,9           | 13. Mai 2015  | unbekannt                                | unbekannt                                                            | Christie’s                       | Link          | [ 60 ]                  |
| Les Meules, 1891                                                                                     | Monet                             | 1891         | 81,4           | 16. Nov. 2016 | unbekannt                                | unbekannt                                                            | Christie’s                       |               | [ 61 ]                  |
| Acker mit pflügendem Bauern Laboureur dans un champ                                                  | van Gogh                          | 1889         | 81,3           | 13. Nov. 2017 | Nancy Lee und Perry R. Bass              | unbekannt                                                            | Christie’s New York              |               | [ 62 ]                  |
| Odalisque couchée aux magnolias                                                                      | Matisse                           | 1923         | 80,8           | 8. Mai 2018   | Peggy und David Rockefeller              | unbekannt                                                            | Christie’s New York              |               | [ 63 ]                  |
| Seerosenteich Le Bassin aux Nymphéas                                                                 | Monet                             | 1919         | 80,5           | 24. Juni 2008 | Erben von Xenia S. und J. Irwin Miller   | unbekannt                                                            | Christie’s London                |               | [ 23 ] [ 64 ] [ 65 ]    |
| False Start                                                                                          | Johns                             | 1959         | 80,0           | Okt. 2006     | David Geffen                             | Kenneth C. Griffin                                                   | Privatverkauf                    | Link          | [ 66 ]                  |
| Das Reich der Lichter                                                                                | Magritte                          | 1961         | 79,8           | 2. März 2022  | Anne-Marie und Roland Gillion Crowet     | unbekannt                                                            | Sotheby’s London                 | Link          | [ 67 ]                  |
| Tanz im Moulin de la Galette Bal au Moulin de la Galette                                             | Renoir                            | 1876         | 78,1           | 17. Mai 1990  | Betsey Cushing Roosevelt Whitney         | Saitō Ryōei                                                          | Sotheby’s New York               |               | [ 23 ] [ 68 ] [ 69 ]    |
| Das Massaker der Unschuldigen (auch: Kindermord von Betlehem)                                        | Rubens                            | 1609/11      | 76,7           | 10. Juli 2002 |                                          | Kenneth Thomson gespendet an die Art Gallery of Ontario              | Sotheby’s                        |               | [ 23 ] [ 70 ] [ 71 ]    |
| Le Parlement, soleil couchant                                                                        | Monet                             | 1900–1903    | 75,96          | 12. Mai 2022  | Anne Hendricks Bass                      | Hasso Plattner                                                       | Christie’s                       |               | [ 72 ] [ 73 ]           |
| No. 1 (Royal Red and Blue)                                                                           | Rothko                            | 1954         | 75,1           | 13. Nov. 2012 |                                          | unbekannt                                                            | Sotheby’s                        | Link          | [ 74 ]                  |
| Le bassin aux nymphéas                                                                               | Monet                             | um 1917–1919 | 74             | 9. Nov. 2023  | unbekannt                                | unbekannt                                                            | Christie’s, New York             |               | [ 75 ]                  |
| White Center (Yellow, Pink and Lavender on Rose, 1950)                                               | Rothko                            | 1950         | 72,8           | 15. Mai 2007  | David Rockefeller                        | Hamad bin Chalifa Al Thani                                           | Sotheby’s                        | Link          | [ 76 ] [ 77 ]           |
| Selbstbildnis ohne Bart Portrait de l’artiste sans barbe                                             | van Gogh                          | 1889         | 71,5           | 20. Nov. 1998 | Erben von Jacques Koerfer                | unbekannt                                                            | Christie’s New York              |               | [ 78 ] [ 68 ] [ 79 ]    |
| Hütten zwischen Olivenbäumen und Zypressen Cabanes de bois parmi les oliviers et cyprès              | van Gogh                          | 1889         | 71,4           | 11. Nov. 2021 | Edward L. Cox                            | unbekannt                                                            | Christie’s New York              |               | [ 80 ]                  |
| Diana und Actaeon                                                                                    | Tizian                            | 1556/59      | 71,3           | 1. Feb. 2009  | Francis Egerton                          | National Gallery of Scotland und National Gallery (London)           | Privatkauf                       |               | [ 81 ] [ 82 ] [ 83 ]    |
| Untitled (New York City)                                                                             | Twombly                           | 1968         | 70,5           | 11. Nov. 2015 |                                          |                                                                      | Sotheby’s                        | sothebys.com  | -                       |
| Seerosenteich Le Bassin aux Nymphéas                                                                 | Monet                             | 1917–1919    | 70,4           | 12. Mai 2021  | unbekannt                                | unbekannt                                                            | Sotheby’s New York               |               | sothebys.com            |
| Contraste de formes                                                                                  | Léger                             | 1913         | 70,0           | 13. Nov. 2017 | Anna-Maria and Stephen Kellen Foundation | unbekannt                                                            | Christie’s New York              |               | [ 84 ]                  |
| Untitled, 1970                                                                                       | Twombly                           | 1970         | 69,6           | 12. Nov. 2014 |                                          |                                                                      | Christie’s                       | christies.com | -                       |
| Femme au béret et à la robe quadrillée (Marie-Thérèse Walter)                                        | Picasso                           | 1937         | 69,4           | 28. Feb. 2018 | unbekannt                                | unbekannt                                                            | Sotheby’s London                 | Link          | [ 85 ]                  |
| Nu assis sur un divan (La Belle Romaine)                                                             | Modigliani                        | 1917         | 68,9           | 2. Nov. 2010  |                                          |                                                                      | Sotheby’s                        |               | [ 86 ]                  |
| Standard Station, Ten-Cent Western Being Torn in Half                                                | Ruscha                            | 1964         | 68,2           | 19. Nov. 2024 | unbekannt                                | unbekannt                                                            | Christie’s New York              | Link          | [ 87 ]                  |
| Die Klinik Gross The Gross Clinic                                                                    | Eakins                            | 1875         | 68,0           | 4. Dez. 2007  | Thomas Jefferson University              | Philadelphia Museum of Art und Pennsylvania Academy of the Fine Arts | Privatverkauf                    |               | [ 88 ] [ 89 ]           |
| Femme nue couchée                                                                                    | Picasso                           | 1932         | 67,5           | 17. Mai 2022  | unbekannt                                | unbekannt                                                            | Sotheby’s                        | Link          | [ 90 ]                  |
| Buste de femme (Femme à la résille)                                                                  | Picasso                           | 1938         | 67,4           | 11. Mai 2015  | Steve Wynn                               | unbekannt                                                            | Christie’s                       | Link          | [ 91 ]                  |
| La Gommeuse                                                                                          | Picasso                           | 1901         | 67,4           | 5. Nov. 2015  | William I. Koch                          | unbekannt                                                            | Sotheby’s New York               | Link          | [ 92 ]                  |
| Untitled (Shades of Red)                                                                             | Rothko                            | 1961         | 66,8           | 12. Mai 2022  | Anne Hendricks Bass                      | unbekannt                                                            | Christie’s New York              | Link          | [ 93 ]                  |
| L’Allée des Alyscamps                                                                                | van Gogh                          | 1875         | 66,33,0        | 5. Mai 2015   | unbekannt                                | unbekannt                                                            | Sotheby’s                        |               | [ 94 ]                  |
| Nymphéas                                                                                             | Monet                             | um 1914–1917 | 65,5           | 19. Nov. 2024 | Sydell Miller                            | unbekannt                                                            | Sotheby’s New York               |               | [ 95 ]                  |
| Der Frühling                                                                                         | Manet                             | 1881         | 65,1           | 5. Nov. 2014  | Erben von Harry Payne Bingham            | Getty Museum                                                         | Christie’s New York              |               | [ 96 ] [ 97 ]           |
| Waterloo Bridge, soleil voilé                                                                        | Monet                             | 1903         | 64,5           | 9. Nov. 2022  | Erben von Paul Allen                     | unbekannt                                                            | Christie’s, New York             |               | [ 98 ]                  |
| Police Gazette                                                                                       | de Kooning                        | 1955         | 63,5           | Okt. 2006     | David Geffen                             | Steven A. Cohen                                                      | Privatverkauf                    | Link          | [ 66 ]                  |
| Umzug Zhichuans                                                                                      | Wang Meng                         | 1350/70      | 62,1           | 4. Juni 2011  | unbekannt                                | unbekannt                                                            | Poly Auction                     | Link          | [ 99 ] [ 100 ] [ 101 ]  |
| Vase mit Kornblumen und Klatschmohn                                                                  | van Gogh                          | 1890         | 61,7           | 4. Nov. 2014  | unbekannt                                | Wang Zhongjun                                                        | Sotheby’s New York               |               | [ 102 ] [ 103 ]         |
| 1949-A-No. 1                                                                                         | Still                             | 1949         | 61,7           | 9. Nov. 2011  | City and County of Denver                |                                                                      | Sotheby’s New York               | Link          | [ 104 ]                 |
| Number 17, 1951                                                                                      | Pollock                           | 1951         | 61,2           | 16. Nov. 2021 | Harry B. und Linda Macklowe              | unbekannt                                                            | Sotheby’s                        | Link          | [ 105 ]                 |
| Sixty Last Suppers                                                                                   | Warhol                            | 1986         | 60,8           | 15. Nov. 2017 | unbekannt                                | unbekannt                                                            | Christie’s New York              |               | [ 106 ]                 |
| Stillleben mit Vorhang, Krug und Obstschale Rideau, Cruchon et Compotier                             | Cézanne                           | 1893/94      | 60,5           | 10. Mai 1999  |                                          |                                                                      |                                  |               | [ 78 ]                  |
| Suprematistische Komposition                                                                         | Malewitsch                        | 1916         | 60,0           | 3. Nov. 2008  | Erben des Künstlers                      | Nahmad-Familie                                                       | Sotheby’s New York               |               | [ 107 ] [ 108 ] [ 109 ] |
| Bouilloire et fruits                                                                                 | Cézanne                           | 1888–1890    | 59,3           | 13. Mai 2019  | S. I. Newhouse junior                    | unbekannt                                                            | Christie’s New York              |               | [ 110 ]                 |
| Bauerngarten (Blumengarten)                                                                          | Klimt                             | 1907         | 59             | 1. März 2017  | unbekannt                                | unbekannt                                                            | Sotheby’s London                 |               | [ 111 ]                 |
| Untitled, 2007                                                                                       | Twombly                           | 2007         | 58,9           | 16. Nov. 2021 | Harry B. und Linda Macklowe              | unbekannt                                                            | Sotheby’s                        | Link          | [ 112 ]                 |
| No. 19, 1948                                                                                         | Pollock                           | 1948         | 58,3           | 15. Mai 2013  | Emily und Mitchell P. Rales              | unbekannt                                                            | Christie’s New York              | Link          | [ 113 ]                 |
| Getreidefeld mit Zypressen                                                                           | van Gogh                          | 1889         | 57,0           | Mai 1993      | Erben von Emil Georg Bührle              | Walter Annenberg gespendet an das Metropolitan Museum of Art         | Privatverkauf                    |               | [ 114 ] [ 115 ]         |
| Füchse                                                                                               | Marc                              | 1913         | 57,0           | 1. März 2022  | Erben von Kurt Grawi                     | unbekannt                                                            | Christie’s London                |               | [ 116 ]                 |
| Jeanne Hébuterne (au foulard)                                                                        | Modigliani                        | 1919         | 56,7           | 21. Juni 2016 | unbekannt                                | unbekannt                                                            | Sotheby’s London                 |               | [ 117 ]                 |
| Le Grand Canal et Santa Maria della Salute                                                           | Monet                             | 1908         | 56,6           | 17. Mai 2022  | unbekannt                                | unbekannt                                                            | Sotheby’s                        |               | [ 118 ]                 |
| Nymphéas                                                                                             | Monet                             | 1907         | 56,5           | 12. Mai 2022  | Anne Hendricks Bass                      | unbekannt                                                            | Christie’s                       |               | [ 119 ]                 |
| Benefits Supervisor Resting                                                                          | Freud                             | 1994         | 56,1           | 13. Mai 2015  | unbekannt                                | unbekannt                                                            | Christie’s                       | Link          | [ 120 ]                 |
| Woman With Flowered Hat                                                                              | Lichtenstein                      | 1963         | 56,1           | 15. Mai 2013  | Ronald Perelman                          | Laurence Graff                                                       | Christie’s New York              |               | [ 121 ]                 |
| Colored Mona Lisa                                                                                    | Warhol                            | 1963         | 56,1           | 13. Mai 2015  | unbekannt                                | unbekannt                                                            | Christie’s                       | Link          | [ 122 ]                 |
| Small False Start                                                                                    | Johns                             | 1960         | 55,4           | 9. Nov. 2022  | Erben von Paul Allen                     | unbekannt                                                            | Christie’s, New York             | Link          | [ 123 ]                 |
| L’Estaque aux toits rouges                                                                           | Cézanne                           | 1883–1885    | 55,3           | 11. Nov. 2021 | Edward L. Cox                            | unbekannt                                                            | Christie’s New York              |               | [ 124 ]                 |
| Frau mit verschränkten Armen Femme aux bras croisés                                                  | Picasso                           | 1902         | 55,0           | 8. Nov. 2000  |                                          |                                                                      | Christie’s                       |               | [ 78 ]                  |
| Femme au chien                                                                                       | Picasso                           | 1962         | 54,9           | 14. Mai 2019  | unbekannt                                | Wynn Fine Art LLC                                                    | Sotheby’s New York               |               | [ 125 ]                 |
| Mädchen auf der Brücke                                                                               | Munch                             | 1902         | 54,4           | 14. Nov. 2016 | unbekannt                                | unbekannt                                                            | Sotheby’s New York               |               | [ 126 ]                 |
| Number 31                                                                                            | Pollock                           | 1949         | 54,2           | 12. Mai 2022  | unbekannt                                | unbekannt                                                            | Sotheby’s                        | Link          | [ 127 ]                 |
| Nymphéas                                                                                             | Monet                             | 1905         | 54             | 5. Mai 2015   | unbekannt                                | unbekannt                                                            | Sotheby’s New York               |               | [ 128 ]                 |
| Schwertlilien (auch: Irisblüten) Les Iris                                                            | van Gogh                          | 1889         | 53,9           | 11. Nov. 1987 | John Whitney Payson                      | Alan Bond                                                            | Sotheby’s New York               |               | [ 78 ] [ 129 ] [ 130 ]  |
| Insel im Attersee                                                                                    | Klimt                             | 1903         | 53,1           | 9. Nov. 2022  | unbekannt                                | unbekannt                                                            | Sotheby’s, New York              |               | [ 131 ]                 |
| Junger Mann am Fenster                                                                               | Caillebotte                       | 1876         | 53             | 11. Nov. 2021 | Edward L. Cox                            | Getty Museum                                                         | Christie’s New York              |               | [ 132 ]                 |
| Study after Velázquez's Portrait of Pope Innocent X                                                  | Bacon                             | 1962         | 52,7           | 15. Mai 2007  | unbekannt                                | unbekannt                                                            | Sotheby’s                        |               | [ 76 ] [ 133 ]          |
| Hurting the Word Radio #2                                                                            | Ruscha                            | 1964         | 52,5           | 11. Nov. 1987 | Joan and Jack Quinn                      | unbekannt                                                            | Christie’s New York              |               |                         |
| Figure in Movement                                                                                   | Bacon                             | 1976         | 52,2           | 9. Nov. 2023  | unbekannt                                | unbekannt                                                            | Christie’s, New York             | Link          | [ 134 ]                 |
| Herbstlandschaft bei Saint-Rémy Champs près des Alpilles                                             | van Gogh                          | 1889         | 51,9           | 12. Mai 2022  | unbekannt                                | unbekannt                                                            | Christie’s New York              |               | [ 135 ]                 |
| Le Grand Canal à Venise                                                                              | Manet                             | 1874         | 51,9           | 9. Nov. 2022  | Erben von Paul Allen                     | unbekannt                                                            | Christie’s, New York             |               | [ 136 ]                 |
| Portrait von Angel Fernández de Soto (auch: Der Absinthtrinker)                                      | Picasso                           | 1903         | 51,8           | 23. Juni 2010 | Andrew Lloyd Webber                      | unbekannt                                                            | Christie’s London                |               | [ 137 ] [ 138 ]         |
| Pierrettes Hochzeit Les Noces de Pierrette                                                           | Picasso                           | 1905         | 51,6           | 30. Nov. 1989 | Frederick Roos                           | Tomoro Tsurumaki                                                     | Binoche et Godeau                |               | [ 78 ] [ 129 ] [ 139 ]  |
| Study for Portrait of Lucian Freud                                                                   | Bacon                             | 1964         | 51,1           | 29. Juni 2022 | unbekannt                                | unbekannt                                                            | Sotheby’s London                 | Link          | [ 140 ]                 |
| Komposition Nr. II mit Rot, Blau und Gelb                                                            | Mondrian                          | 1930         | 51             | 14. Nov. 2022 | unbekannt                                | unbekannt                                                            | Sotheby’s                        |               | [ 141 ]                 |
| Versus Medici                                                                                        | Basquiat                          | 1982         | 50,8           | 12. Mai 2021  | unbekannt                                | unbekannt                                                            | Sotheby’s New York               | sothebys.com  | sothebys.com            |
| Coin du bassin aux nymphéas                                                                          | Monet                             | 1918         | 50,8           | 16. Nov. 2021 | unbekannt                                | unbekannt                                                            | Sotheby’s                        |               | [ 142 ]                 |
| Komposition Nr. III mit Rot Blau, Gelb und Schwarz                                                   | Mondrian                          | 1929         | 50,5           | 14. Mai 2015  | unbekannt                                | unbekannt                                                            | Christie’s                       |               | [ 143 ]                 |

## Ungesicherte Verkäufe
| Titel                                                        | Künstler      | Jahr    | Preis [Mio. $] | Kauf- datum   | Verkäufer                           | Käufer         | Auktionshaus                             | Anmerkung                        | Bild | Quellen         |
| ------------------------------------------------------------ | ------------- | ------- | -------------- | ------------- | ----------------------------------- | -------------- | ---------------------------------------- | -------------------------------- | ---- | --------------- |
| Nafea faa ipoipo                                             | Gauguin       | 1892    | 300,0          | 2015          | Rudolf Staechelin Family Trust      | unbekannt      | Privatkauf                               | Käufer und Kaufpreis unbestätigt |      | [ 144 ] [ 145 ] |
| Die Kartenspieler Les Joueurs de cartes                      | Cézanne       | 1892/93 | 250–275,0      | 2011          | Georges Embiricos oder dessen Erben | unbekannt      | Privatkauf                               | Kauf wurde nicht bestätigt       |      | [ 4 ] [ 5 ]     |
| Darmstädter Madonna (auch: Madonna des Bürgermeisters Meyer) | Holbein d. J. | 1526    | 70,3           | 12. Juli 2011 | Heinrich Donatus von Hessen         | Reinhold Würth | Privatverkauf via Christoph Graf Douglas | Preis beruht auf Schätzung       |      | [ 146 ] [ 147 ] |
| Porträt des Alfonso d’Avalos mit einem Pagen                 | Tizian        | 1533    | 70,0           | Nov. 2003     | Axa Oeuvres d’Art                   | Getty Museum   | Privatverkauf                            | Preis wurde nicht bestätigt      |      | [ 148 ] [ 149 ] |

## Die ehemals teuersten Gemälde
In der folgenden Tabelle werden die Gemälde gelistet, die zum Zeitpunkt ihres Verkaufes die teuersten waren. Zusätzlich zu den Angaben in der ersten Tabelle wird hier der um den Kaufkraftzuwachs durch Inflation bereinigte Preis angegeben. Grundlage für die Hochrechnung ist die jährliche Inflationsrate des US-Dollars.
| Titel                                                                                       | Künstler          | Jahr      | Originalpreis [Mio. $] | Kauf- datum   | Bereinigter Preis [Mio. $] | Verkäufer                                        | Käufer                                                             | Auktionshaus                 | Bild | Quellen                 |
| ------------------------------------------------------------------------------------------- | ----------------- | --------- | ---------------------- | ------------- | -------------------------- | ------------------------------------------------ | ------------------------------------------------------------------ | ---------------------------- | ---- | ----------------------- |
| Three Studies of Lucian Freud (Triptychon)                                                  | Bacon             | 1969      | 142,4                  | 12. Nov. 2013 | 191,7                      |                                                  |                                                                    | Christie’s                   | Link | [ 150 ] [ 151 ] [ 152 ] |
| No. 5, 1948                                                                                 | Pollock           | 1948      | 140,0                  | 2. Nov. 2006  | 217,8                      | David Geffen                                     | unbekannt                                                          | Privatverkauf via Sotheby’s  | Link | [ 22 ] [ 23 ]           |
| Adele Bloch-Bauer I                                                                         | Klimt             | 1907      | 135,0                  | 19. Juni 2006 | 210,1                      | Maria Altmann                                    | Ronald Lauder für die Neue Galerie                                 | Privatverkauf via Christie’s |      | [ 27 ]                  |
| Junge mit Pfeife Garçon à la pipe                                                           | Picasso           | 1905      | 104,2                  | 5. Mai 2004   | 173                        | John Hay Whitney                                 | unbekannt                                                          | Sotheby’s                    | Link | [ 23 ] [ 41 ] [ 42 ]    |
| Porträt des Dr. Gachet                                                                      | van Gogh          | 1890      | 82,5                   | 15. Mai 1990  | 198                        | Erben von Siegfried Kramarsky                    | Saitō Ryōei                                                        | Christie’s New York          |      | [ 23 ] [ 57 ] [ 58 ]    |
| Schwertlilien (auch: Irisblüten) Les Iris                                                   | van Gogh          | 1889      | 53,9                   | 11. Nov. 1987 | 148,8                      | John Whitney Payson                              | Alan Bond                                                          | Sotheby’s New York           |      | [ 78 ] [ 129 ] [ 130 ]  |
| Fünfzehn Sonnenblumen in einer Vase Vase avec quinze tournesols                             | van Gogh          | 1889      | 39,9                   | 30. März 1987 | 110,2                      | Erben von Helen G. Beatty                        | Yasuda Feuerversicherungsgesellschaft                              | Christie’s London            |      | [ 129 ] [ 153 ]         |
| Die Rue Mosnier mit Pflasterern La Rue Mosnier aux paveurs                                  | Manet             | 1878      | 11,1                   | Dez. 1986     | 31,8                       | Erben von Rab Butler                             | unbekannt                                                          | Christie’s London            |      | [ 154 ] [ 155 ] [ 156 ] |
| Anbetung der Könige                                                                         | Mantegna          | 1495/1505 | 10,4                   | 18. Apr. 1985 | 30,3                       | Spencer Compton                                  | Getty Museum                                                       | Christie’s London            |      | [ 13 ]                  |
| Seascape: Folkestone                                                                        | Turner            | 1840      | 8,0                    | 1984          | 24,2                       |                                                  |                                                                    | Sotheby’s London             | Link | [ 13 ]                  |
| Juliet and Her Nurse                                                                        | Turner            | 1836      | 6,4                    | 30. Mai 1980  | 24,4                       | Flora Whitney Miller                             | María Amalia Lacroze de Fortabat                                   | Sotheby’s New York           | Link | [ 158 ] [ 159 ]         |
| Porträt des Juan de Pareja                                                                  | Velazquez         | 1649/50   | 5,5                    | Nov. 1970     | 44,4                       | Jacob Pleydell-Bouverie                          | Metropolitan Museum of Art vertreten durch die Galerie Wildenstein | Christie’s                   |      | [ 158 ] [ 160 ]         |
| Bildnis der Ginevra Benci                                                                   | Leonardo da Vinci | 1474/80   | 5,0                    | Feb. 1967     | 47                         | Haus Liechtenstein                               | National Gallery of Art                                            |                              |      | [ 161 ] [ 162 ]         |
| Aristoteles betrachtet die Büste Homers Aristoteles peinzend bij een borstbeeld van Homerus | Rembrandt         | 1653      | 2,3                    | 16. Nov. 1961 | 24,1                       | Erben von Anna Edith McCann Erickson             | Metropolitan Museum of Art                                         | Parke-Bernet                 |      | [ 163 ] [ 164 ] [ 165 ] |
| Madonna Benois (auch: Madonna mit Blume)                                                    | Leonardo da Vinci | 1478      | 1,5                    | 1914          | 48,6                       | Leonti Benois                                    | Nikolaus II. für die Eremitage                                     | Privatkauf                   |      | [ 163 ] [ 166 ] [ 167 ] |
| Bildnis des Gaspar de Guzmán, Herzog von Olivares                                           | Velazquez         |           | 0,65                   | 1913          | 21,2                       | Joseph Duveen                                    | Arabella Huntington                                                |                              |      | [ 168 ]                 |
| Small Cowper Madonna                                                                        | Raffael           |           | 0,565                  | 1913          | 18,5                       | Joseph Duveen                                    | Peter Widener                                                      |                              |      | [ 168 ]                 |
| Die Mühle                                                                                   | Rembrandt         |           | 0,5                    | 1911          | 17                         | Lord Lansdowne                                   | Peter Widener                                                      | Privatkauf via Arthur Sulley |      | [ 168 ]                 |
| Pala Colonna                                                                                | Raffael           |           | 0,4                    | 1901          | 15,2                       | Charles Sedelmeyer                               | J. P. Morgan                                                       |                              |      | [ 168 ]                 |
| Madonna Ansidei                                                                             | Raffael           | 1505      | 0,35                   | 1885          | 11,8                       | George Spencer-Churchill, 8. Duke of Marlborough | National Gallery (London)                                          |                              |      | [ 168 ] [ 169 ]         |